# حصن قمنة (النوبة)

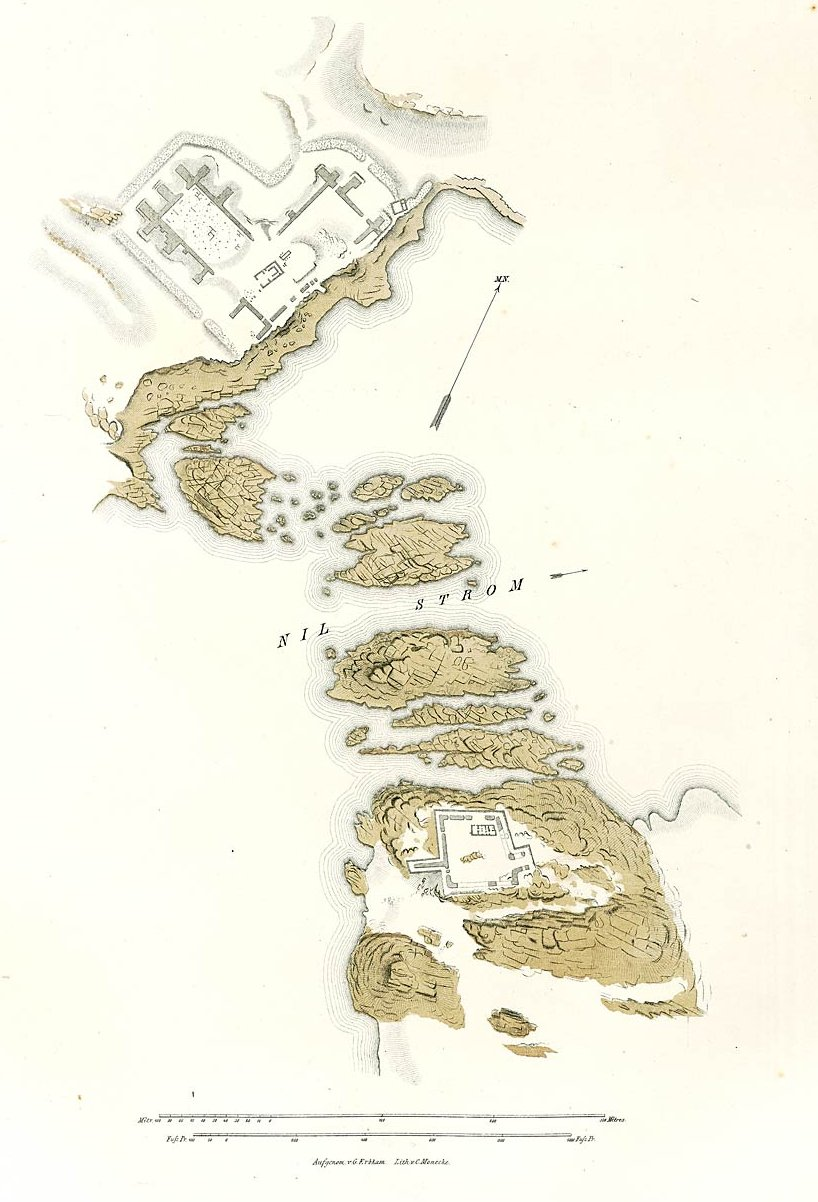
خريطة تمركز كلاً من حصني قمنة وسمنة

كان قمنة أو سمنة الشرقية موقع أثري في السودان . و قد تم تأسيسه في منتصف الأسرة المصرية الثانية عشرة، وكان بمثابة حصن من حصون مصر القديمة تم وضعه في النوبة. و حصن قمنة بالإضافة إلى سمنة قد قام ببنائهما الملك المصري س-ن-وسرت الثالث (1878 قبل الميلاد - 1839 قبل الميلاد). فعملت هذه الحصون على حماية الحدود بين مصر القديمة والمناطق الجنوبية.
يقع حصن قمنة على بعد حوالي 365 كيلومتر (227 ميل) جنوب أسوان، أي 35 كيلومتر (22 ميل) جنوب غرب الشلال الثاني للنيل على الضفة الشرقية. أما حصن سمنة فيقع على الجانب الآخر. و كلا الموقعين حاليا قد غمرتهما مياه بحيرة ناصر بعد إقامة السد العالي في أسوان. أما معبد خنوم فقد تم إعادة بنائه في متحف السودان الوطني بالخرطوم بعد أن تم إنقاذه من إرتفاع منسوب نهر النيل خلف السد.